# كأس الاتحاد الإنجليزي 1982–83
كأس الاتحاد الإنجليزي 1982–83 (بالإنجليزية: 1982–83 FA Cup)‏ هو الموسم 102 من  كأس الاتحاد الإنجليزي. الذي يشرف على تنظيمه الاتحاد الإنجليزي لكرة القدم، وفاز فيه مانشستر يونايتد.